# Cervecería Nacional Dominicana
Cervecería Nacional Dominicana é uma empresa de cervejas da República Dominicana, foi fundada em 1929 pelo empresário estadunidense Charles H. Wanzer com um capital de 350.000 dólares, é a maior cervejaria da República Dominicana e da América Central com uma produção total de 3.8 milhões de Hectolitros.
A principal marca da empresa é a cerveja Presidente que foi criada em 1935, porém possui outras marcas em seu portifolio.
Em abril de 2012 o grupo belga-brasileiro AB InBev comprou a empresa por US$ 1,24 bilhão, com a aquisição o grupo passou a ser líder na América Central e Caribe.

## Marcas

### Cervejas
- Presidente - Criada em 1935.
- Presidente Light - Criada em 2005.
- Bohemia Especial - Criada em 1983.
- Bohemia Especial Light - Criada em 2009.
- The One - Criada em 2006.
- Brisa - Cerveja não Alcoólica.
- Corona (somente na República Dominicana.)
- Miller (somente na República Dominicana.)
- Miller 64 (somente na República Dominicana.)

### Maltas
- Malta Morena
- Löwenbräu
- Vita Malt Plus

### Rum
- Barceló- Criada em 1930.